# Quận Cedar, Iowa
Quận Cedar là một quận thuộc tiểu bang Iowa, Hoa Kỳ. Quận lỵ đóng ở Tipton6. Quận được đặt tên theo sông Cedar, sông chảy qua quận.
Dân số theo điều tra năm 2000 của Cục điều tra dân số Hoa Kỳ là 18.187 người.

## Địa lý
Theo Cục điều tra dân số Hoa Kỳ, quận này có diện tích 1507 km2, trong đó có 6 km2 là diện tích mặt nước.